# Habenaria galeandriformis
Habenaria galeandriformis är en orkidéart som beskrevs av Frederico Carlos Hoehne. Habenaria galeandriformis ingår i släktet Habenaria och familjen orkidéer. Inga underarter finns listade i Catalogue of Life.